# Iwaszkiwka (obwód czernihowski)
Iwaszkiwka (ukr. Івашківка) – wieś na Ukrainie, w obwodzie czernihowskim, w rejonie horodnianskim. W 2001 roku liczyła 871 mieszkańców.